# Sahlinite
La sahlinite è un minerale.